# Evea kalkmanni
Evea kalkmanni är en kackerlacksart som beskrevs av Robert Walter Campbell Shelford 1909. Evea kalkmanni ingår i släktet Evea och familjen jättekackerlackor.
Artens utbredningsområde är Kamerun. Inga underarter finns listade i Catalogue of Life.